# Fort Myers Beach
Fort Myers Beach est une ville américaine située dans le comté de Lee, en Floride. Elle comptait 6 561 habitants en 2000.

## Démographie
| 1960  | 1970  | 1980  | 1990  | 2000  | 2010  |
| ----- | ----- | ----- | ----- | ----- | ----- |
| 2 463 | 4 305 | 5 753 | 9 284 | 6 561 | 6 277 |